# Carroll Nye
Carroll Nye, właściwie Robert Carroll Nye (ur. 4 października 1901 w Akron, Ohio, zm. 17 marca 1974 w North Hollywood, Kalifornia – amerykański aktor. Zagrał w 54 filmach, między 1925 a 1944 r. Jednak najbardziej jest znany z roli Franka Kennedy’ego, drugiego męża Scarlett O’Hara, w filmie Przeminęło z wiatrem (1939).
Jego żoną była aktorka, Helen Lynch. Był bratem charakteryzatora filmowego Bena Nye. Zmarł na atak serca i wskutek niewydolności nerek. Został pochowany na Forest Lawn – Hollywood Hills Cemetery.

## Wybrana filmografia
- 1926: The Impostor jako Dick Gilbert
- 1929: Madame X jako Darrell
- 1938: Safety in Numbers jako Larsen
- 1938: Wilson jako reporter (niewymieniony w czołówce)
- 1938: Przeminęło z wiatrem jako Frank Kennedy